# HBCニュース
『HBCニュース』（エイチビーシーニュース）は、北海道放送（HBCテレビ）で放送されているローカルニュース番組で、本項では時期・便宜上2つに分けて解説する。

## 概要

### データイムでの放送時代
- 1968年9月からカラー化され、1975年2月に『テレポート6』が開始されるまでは、HBCニュースが毎日放送（昼・夕方）されていたが、『テレポート6』の開始後は、月曜 - 金曜 14:55 - 14:58（『パック2PM』の後）と土曜・日曜 18:50 - 18:54（『JNN報道特集』の枠異動に伴い、1982年4月以降は日曜日は17:50 - 17:54）のみとなった。
- テーマ音楽は、1960年代から1989年2月まで一貫して、ブラス調の曲（詳細は不明）であった（2001年11月30日放送のHBC創立50年の特別番組でも1959年6月15日に発生した「さっぽろ祭り」のサーカス小屋の火災[1]のニュース映像の紹介前に流れていた）が、1989年以降はシンセサイザー系の曲に変更されている。
- 提供スポンサーは、土曜日が「ホクレン」と「清酒新泉」、日曜日が「北海道コカ・コーラボトリング」（1982年ごろまで）の担当だった。ただし、月曜 - 金曜昼および日曜日の放送ではスポンサーが付かない（PT）時期もあった。なお、提供クレジットは2021年4月から白絨毯バックのカラー表示となっている。

### 深夜帯のみの放送となってから（1999年頃 - ）
- 北海道の最新ニュースを放送するその日の最終番組で、毎週月曜 - 金曜は『news23』[注 1]のローカル枠（月曜 - 木曜は23:49頃、金曜は24:37頃）で、毎週土曜・日曜は『S☆1』のローカル枠（土曜は24:26頃、日曜は24:46頃）でそれぞれ放送している。2023年3月までは、金曜のみ『news23』終了後の24:15 - 24:20に独立番組として放送していた。
- キャスターは週ごとに交代。
- オープニングとエンディングは、2001年にHBCロゴの変更、2006年のHBCテレビ新ロゴ登場に合わせてそれぞれ変更されている。2006年からは番組タイトルロゴも「HBC NEWS」に変わっている。

## 放送時間
2023年4月現在
- 朝：月曜 - 金曜『THE TIME,』内6:05頃、7:50頃（見出し字デザインは『THE TIME,』全国パートと同一）。土曜『JNNニュース』内5:39頃、『夜明けのラヴィット!』内6:38頃、日曜『JNNニュース』内6:54（道内天気は平日は6:50頃、週末はニュースに内包してそれぞれ放送）。
- 昼：月曜 - 金曜『ひるおび』[注 2]内11:50頃、土曜『JNNニュース』内11:53、日曜『JNNニュース』内11:35（道内天気は月 - 土曜はニュースに内包、日曜は11:40より独立番組としてそれぞれ放送）。
- 夕方：土曜『報道特集』内17:43頃（見出し字デザインは「報特News」コーナーの全国パートと同一。道内天気は18:50より独立番組として放送）、日曜17:45頃（『Nスタ』に内包して放送、見出し字デザインは『Nスタ』全国パートと同一。道内ニュースは5分枠で、道内天気は当初、17:55より独立番組として放送していた）。
- 夜：月曜 - 木曜『news23』内23:49頃、土曜（金曜深夜） 『news23』内0:37頃、日曜・月曜（土曜・日曜深夜）『S☆1』内0:26頃・0:46頃。

## 備考
- 定時ニュースは早朝は早番勤務アナウンサーが、夕方から深夜の部は遅番勤務アナウンサーがそれぞれ担当。
- 平日の昼ニュースでは気象予報士による天気予報の後にアナウンサーが「午後4時50分からは今日ドキッ!」と言って当日の『今日ドキッ!』の放送内容を告知する（但し『今日ドキッ!』の放送がない日はそのままCM→提供クレジットとなる）。
- 通常は報道フロアから放送されているが、旧社屋最終使用週の2020年10月9日までは、月曜 - 金曜 11:48の部（『ひるおび!』内含枠）のみ『今日ドキッ!』のスタジオから放送されていた。
- 2020年10月11日は、日曜17:45の部（『Nスタ』内含枠）が旧社屋の報道フロアから送出された最後のHBCニュース（担当：世永聖奈[2]）となったため、『S☆1』[注 3]内のJNNニュースのローカル枠は関東ローカルのニュースがそのまま放送された。
- なお、ラジオでも月曜から金曜の日中のワイド番組内でも放送している（詳細は道新ニュースを参照のこと）。